# مون مارتن
مون مارتن (بالإنجليزية: Moon Martin)‏ هو مغن مؤلف وموسيقي وملحن ومغني أمريكي، ولد في 31 أكتوبر 1950 في أوكلاهوما في الولايات المتحدة.

## وصلات خارجية
- الموقع الرسمي
- مون مارتن على موقع ميوزك برينز (الإنجليزية)
- مون مارتن على موقع أول ميوزيك (الإنجليزية)
- مون مارتن على موقع ديسكوغز (الإنجليزية)